# Metapenaeopsis gerardoi
Metapenaeopsis gerardoi är en kräftdjursart som beskrevs av Pérez Farfante 1971. Metapenaeopsis gerardoi ingår i släktet Metapenaeopsis och familjen Penaeidae. Inga underarter finns listade i Catalogue of Life.